# Bergmancenter

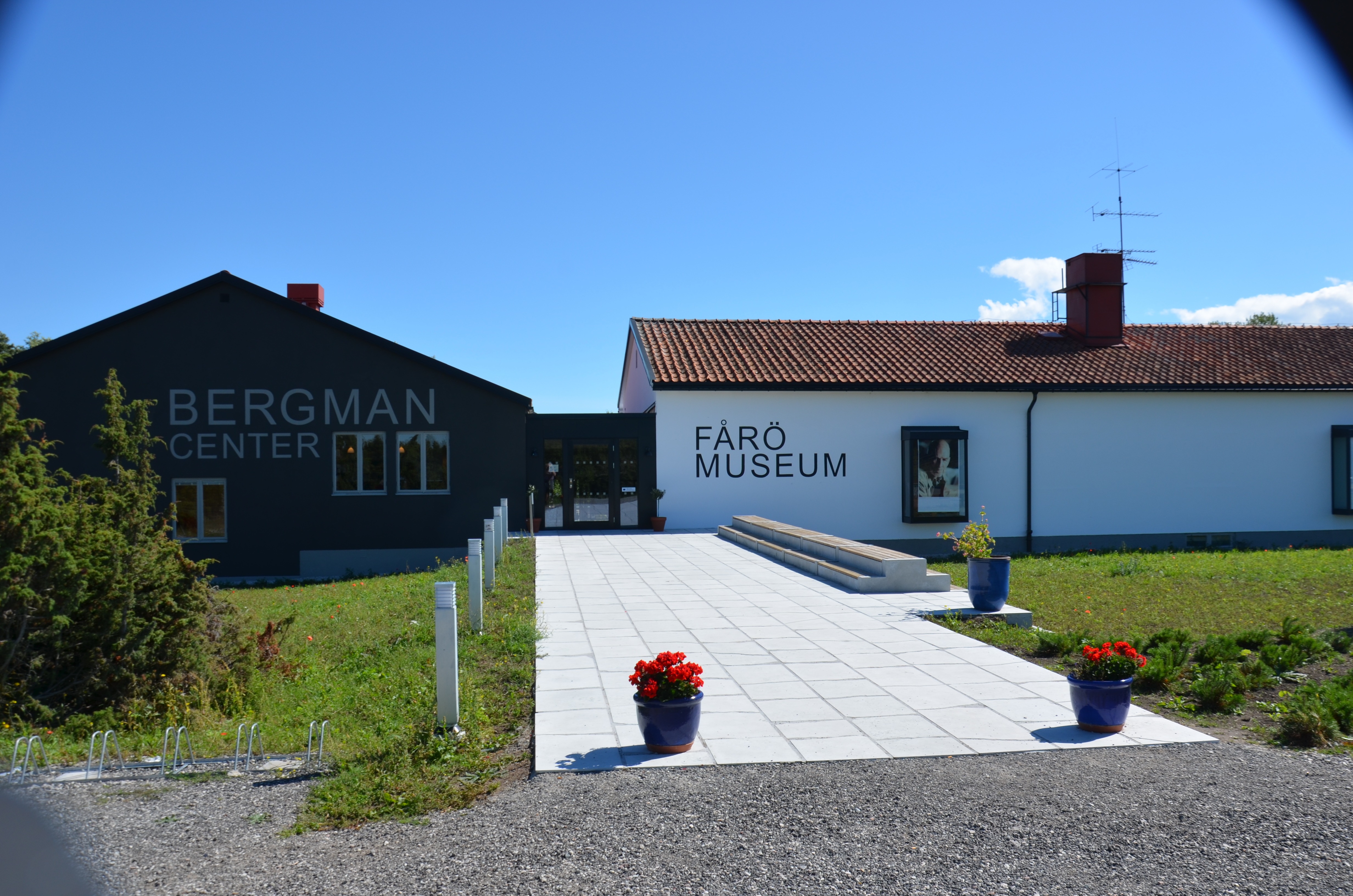
Bermancenter på Fårö.

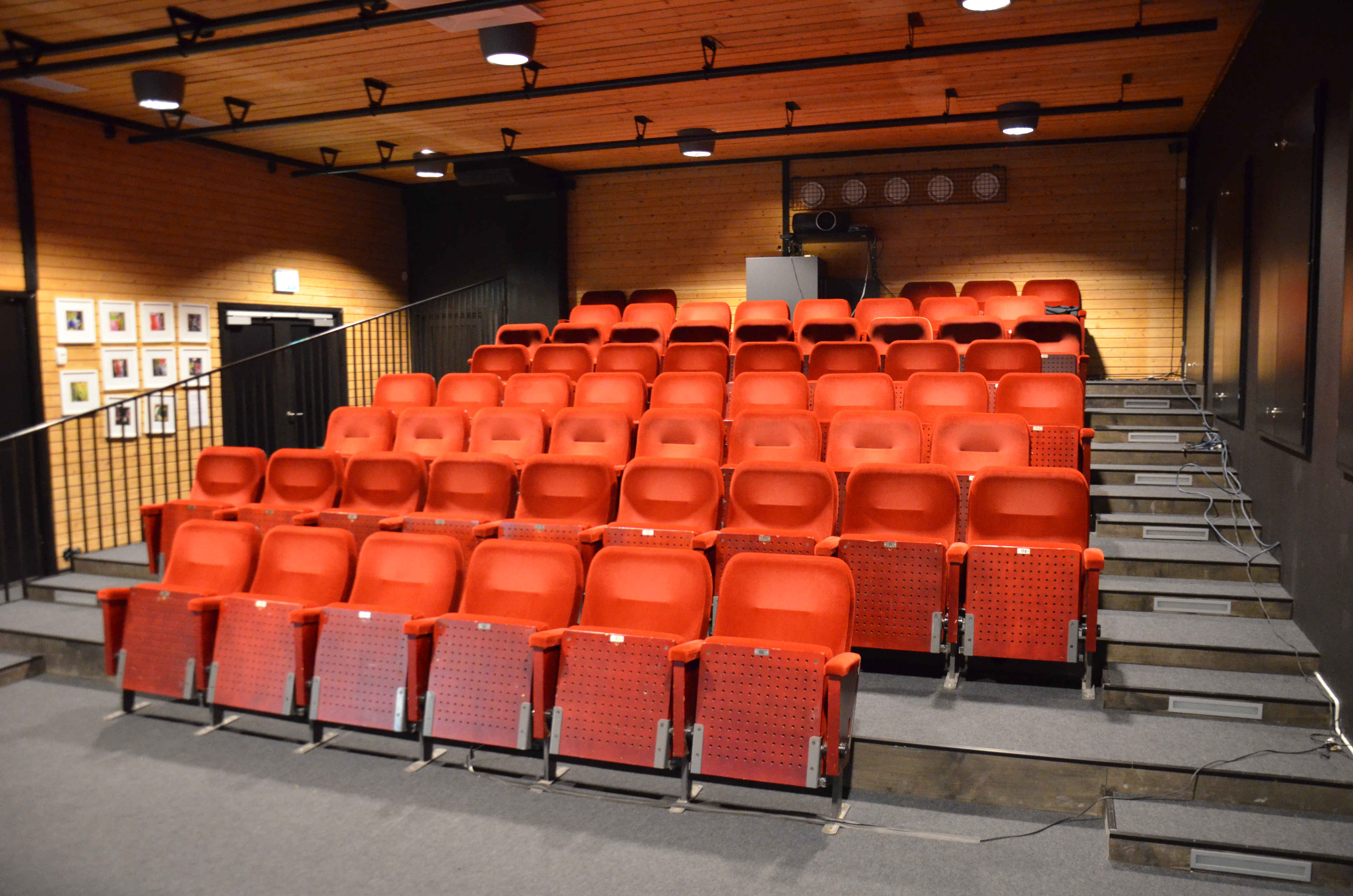
Biosalongen i Bergmancenter på Fårö.

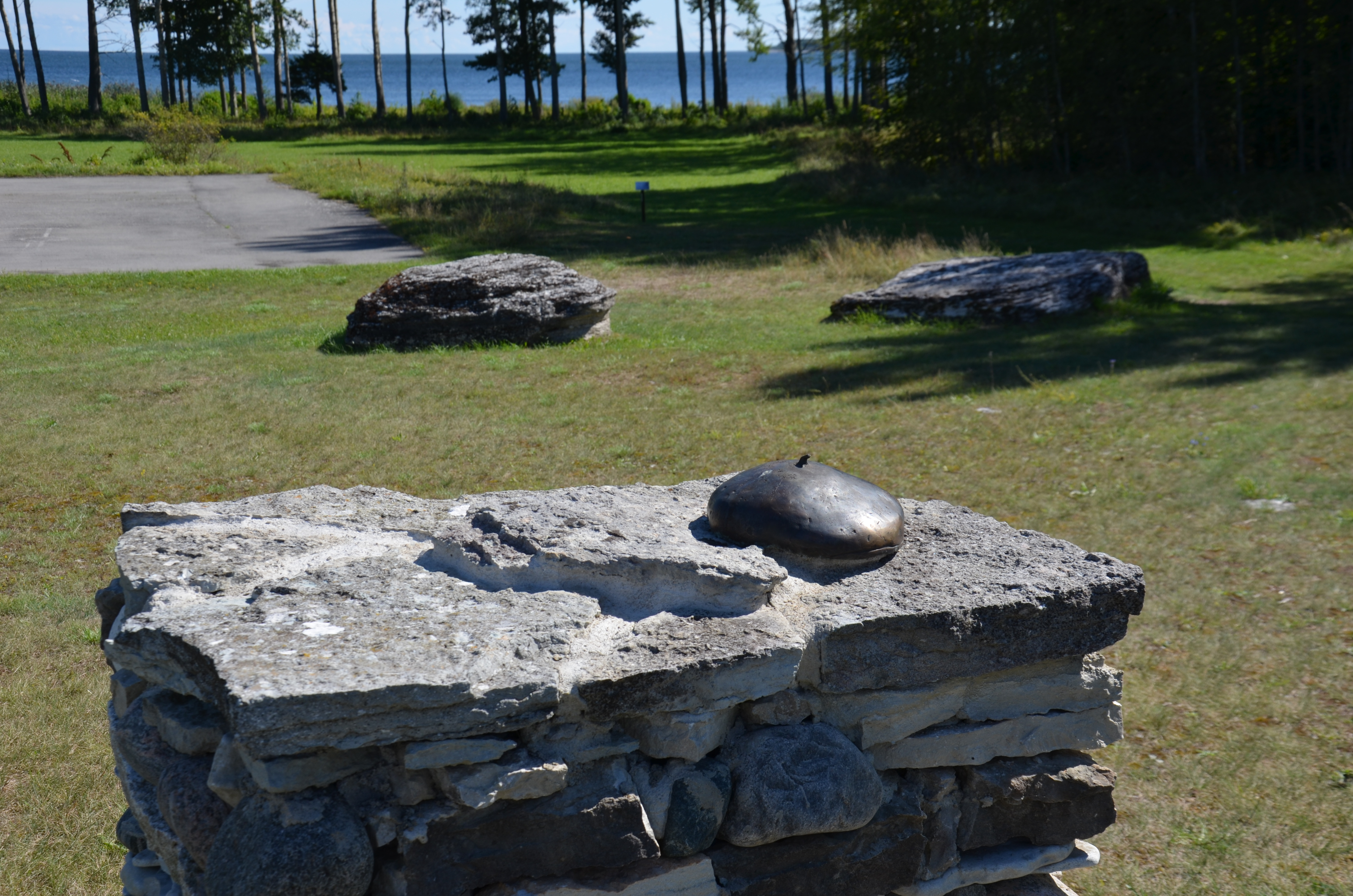
Bergmans närvaro av Kaj Engström utanför Bergmancenter.

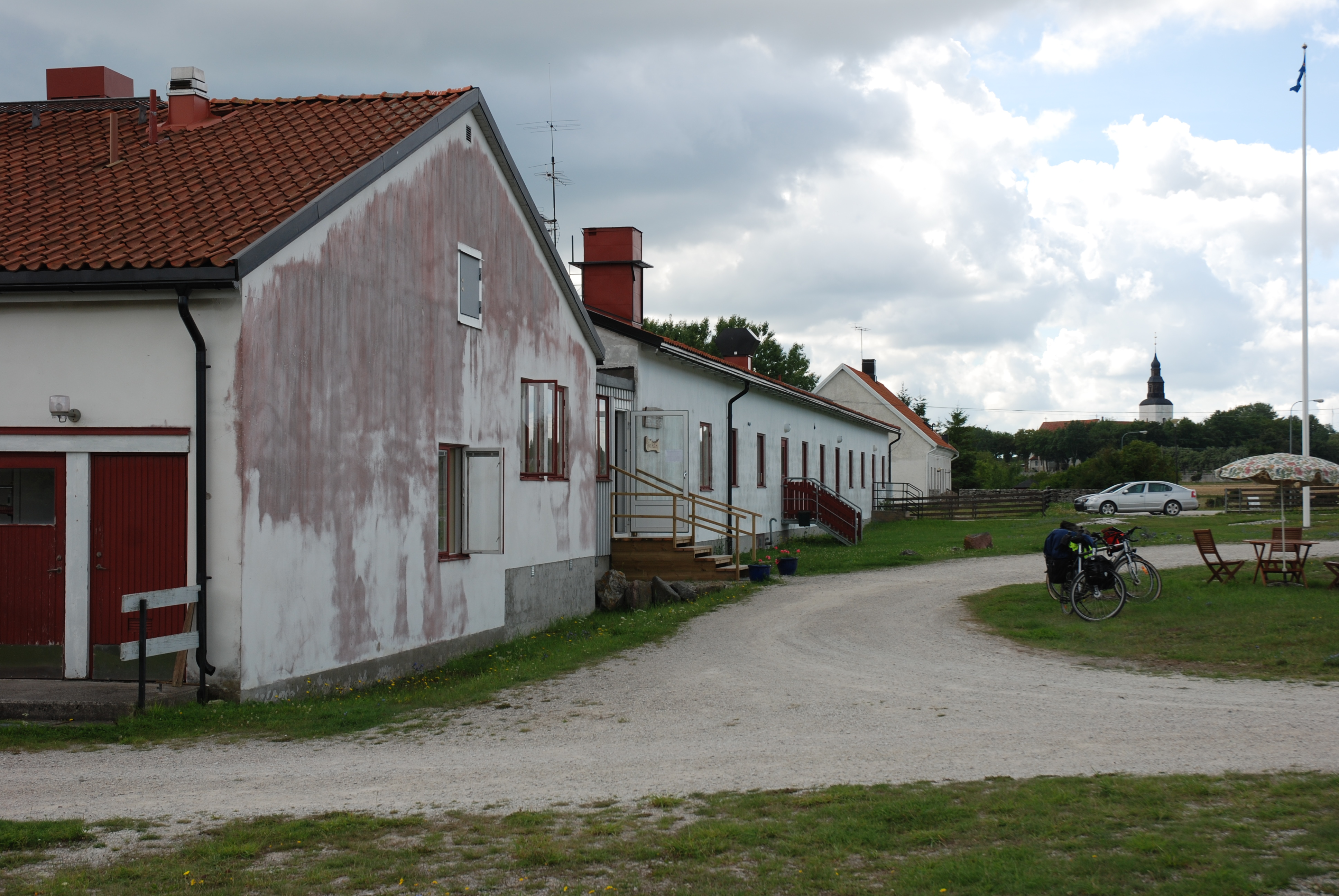
Tidigare Fårö skola år 2009 före ombyggnaden, med entrédelen till Bergmancenter i förgrunden. Till höger om den nyare skolbyggnaden ligger Gazeliska huset, Fårös ursprungliga skolhus från 1820-talet. Till höger i bilden Fårö kyrka.

Bergmancenter är en svensk kulturinstitution som bedriver verksamhet på Fårö med anknytning till Ingmar Bergmans konstnärskap, bland annat den årliga Bergmanveckan.
Bergmancenter ägs och drivs av Stiftelsen Bergmancenter på Fårö, som bildades år 2009 av Gotlands kommun och föreningen Fårö Framtid. Initiativet kom från Fårö Framtid och hade samband med dess projektarbete med den sedan år 2004 årliga Bergmanveckan på Fårö. I samband med bildandet skänkte Gotlands kommun till stiftelsen den nedlagda Fårö västra skola, vilken består av en modernare byggnad från 1949 och den ursprungliga folkskolbyggnaden från 1820-talet (Gazeliska huset).  
Ordförande i stiftelsen är Jannike Åhlund och verksamhetsledare från 2018 är Cristina Jardim Ribeiro.